# Henry Jaglom
Henry Jaglom (* 26. Januar 1938 in London) ist ein England geborener amerikanischer Filmregisseur, Drehbuchautor und Schauspieler. Er ist ein wichtiger Vertreter des amerikanischen Independent-Films.

## Leben
Jaglom wurde in London in eine jüdische Familie geboren. Die Familie seines Vaters war infolge der Oktoberrevolution aus Russland nach England geflohen, Jagloms Mutter stammte aus Deutschland. 1942 zog die Familie nach New York City. Jaglom studierte an der University of Pennsylvania. Anschließend absolvierte er eine Schauspielausbildung in Lee Strasbergs Actors Studio und trat in kleineren Theatern und Kabaretts auf. Ende der 60er Jahre zog er nach Hollywood und kam mit der Filmindustrie in Kontakt. Nach einigen kleineren Rollen verhalf ihm die Mitarbeit beim Schnitt von Easy Rider 1971 zu seinem Einstieg als Filmemacher. Sein erster Spielfilm Ein Zauberer an meiner Seite mit Tuesday Weld, Orson Welles und Jack Nicholson brachte ihm zwar eine Freundschaft mit Welles ein – 2013 veröffentlichte er die gemeinsamen Gespräche im Buch My Lunches with Orson – sowie eine begeisterte Kritik von Anaïs Nin, doch kommerziell ging es ihm wie bei vielen seiner frühen Filme: sie waren in Europa deutlich erfolgreicher als in den USA.
Dennoch ermöglichte Jaglom sein privates Vermögen die Unabhängigkeit von den großen Hollywood-Studios und den Gesetzen des amerikanischen Filmmarktes. So war er in der Lage, seine Filme stets in seinem eigenen Stil zu gestalten. Zumeist spielen sie in seinem persönlichen Umfeld, Familie und Freunde treten auf, seien es seine jeweiligen Partnerinnen oder sein Bruder Michael Emil, der selbst Schauspieler ist. Auf die Spitze treibt die filmische Thematisierung Jagloms Privatlebens der 1985 entstandene Spielfilm Für immer und ewig, in dessen Mittelpunkt die Scheidung von seiner ersten Ehefrau Patrice Townsend steht. 
Jagloms Filme sind sehr dialoglastig und auf die Schauspieler fokussiert. Oft sprechen diese direkt in eine von Jaglom dirigierte Videokamera. Dadurch wirken die Szenen wie improvisiert. Allerdings wehrt sich Jaglom gegen dieses Etikett und betont, seine Filme entstünden durchaus nach einem umfangreichen Skript. Der Unterschied zu anderen Regisseuren sei, dass er sein Skript nur als Ausgangspunkt für den Film betrachte und seine Schauspieler ermuntere, darüber hinauszugehen und sich selbst in die Szenen einzubringen. Sein Stil wird oft mit Woody Allen verglichen, so nannte ihn etwa Jonathan Rosenbaum „die Antwort der Westküste auf Woody Allen“, dem der Wortwitz des Originals fehle. Jaglom begründet, dass sich Allen zumeist über seine Figuren lustig mache, während er seine Charaktere nur möglichst authentisch zur Schau stelle.
In seinen späteren Filmen zog Jaglom sich als Darsteller stärker aus seinen Filmen zurück. In Eating, Babyfever und Going Shopping hat er in seiner so genannten Women's Trilogy Frauen in den alleinigen Mittelpunkt der Filme gestellt. Venice, Venice und Festival in Cannes sind Hommagen an die europäischen Filmfestivals in Venedig und Cannes. Hollywood Dreams handelt von den Filmträumen einer jungen Schauspielerin.
Jaglom sagt von sich, er sei der glücklichste Mensch in Hollywood, weil er es geschafft habe, in dieser Stadt 15 Filme zu erstellen, die Bild für Bild nur von ihm selbst stammten, ohne dass ihm je ein Studio in seine Filme hereingeredet habe.

## Filmografie
Legende: B – Buch, D – Darsteller, R – Regie
- 1968: Psych-Out (D) – Regie: Richard Rush
- 1969: Ten Thousand Plane Raid (deutsch: Alarmstart für Geschwader Braddock) (D) – Regie: Boris Sagal
- 1970: The Last Movie (D) – Regie: Dennis Hopper
- 1971: A Safe Place (deutsch: Ein Zauberer an meiner Seite) (B, R)
- 1972: Drive, He Said (D) – Regie: Jack Nicholson
- 1973: The Other Side of the Wind (D) – Regie: Orson Welles
- 1975: Lily, aime-moi (deutsch: Lily, hab mich lieb) (D) – Regie: Maurice Dugowson
- 1976: Tracks (B, R)
- 1980: Sitting Ducks (deutsch: Leichte Beute) (B, D, R)
- 1982: The Municipallians (Episode aus National Lampoon's Movie Madness) (R)
- 1983: Can She Bake a Cherry Pie? (deutsch: Weiß sie, wie man Kuchen backt?) (B, R)
- 1985: Always (But Not Forever) (deutsch: Für immer und ewig) (B, D, R)
- 1987: Someone to Love (deutsch: Ein Tag für die Liebe) (B, D, R)
- 1989: New Years Day (deutsch: Neujahr in New York) (B, D, R)
- 1990: Eating: A Very Serious Comedy about Women and Food (B, R)
- 1991: Venice/Venice (deutsch: Venice, Venice) (B, D, R)
- 1994: Babyfever (B, R)
- 1996: Last Summer in the Hamptons (B, D, R)
- 1998: Déjà vu (B, R)
- 2002: Festival in Cannes (B, R)
- 2005: Going Shopping (B, R)
- 2006: Hollywood Dreams (B, D, R)
- 2008: Irene in Time (B, R)
- 2012: Tim Sander goes to Hollywood (D)
- 2012: Just 45 Minutes from Broadway  (B, R)
- 2014: The M Word (B, R)
- 2015: Ovation (B, R)
- 2017: Train to Zakopané (B, R)

## Bibliographie
- 2013: Peter Biskind (Hrsg.): My Lunches with Orson. Conversations between Henry Jaglom and Orson Welles. Metropolitan Books.

## Auszeichnungen
- Werkschauen bei den Internationalen Hofer Filmtagen 1989 sowie beim Los Angeles Filmfest 1993 und beim Avignon/New York Film Festival 1996
- Auszeichnung für sein Lebenswerk beim Method Fest Independent Film Festival 1999

## Filmdokumentationen
- Who Is Henry Jaglom? Dokumentarfilm von Henry Alex Rubin und Jeremy Workman, 1997, 52 Minuten.